# Мур, Элисон
Элисон Мур (род. 1971, Манчестер, Ланкашир) — английская писательница. Родилась в Манчестере, живёт в Лестершире. Почётный преподаватель Школы английского языка Ноттингемского университета.

## Биография
В 2012 году дебютный роман Мур «Маяк» вошёл в шорт-лист Букеровской премии. В ответ на это Мур сказала: «Попасть в шорт-лист — это до смешного волнительно. Мне всё время кажется, что я должна перестать мечтать и заняться чем-то, но всё это реально». Председатель жюри Букеровской премии, сэр Питер Стотхард, описал решение жюри следующими словами: «Судьи были восхищены мрачным внутренним пейзажем „Маяка“, низким температурным режимом и впечатляюще уверенным управлением». «Маяк» стал лауреатом премии Маккиттерика в 2013 году.
До «Маяка» Мур написала и опубликовала несколько рассказов, в том числе «Статика», вошедший в шорт-лист первой Манчестерской премии в области фантастики, и «Когда дверь закрылась, стало темно», изданный в виде чапбука издательством Nightjar Press и включённый в сборник Best British Short Stories 2011. Большая часть этих произведений собрана в сборнике «Дом перед войной и другие рассказы», заглавный рассказ которого получил первый приз в категории новелл премии New Writer Prose and Poetry Prizes 2009.
Ее второй роман, He Wants, был опубликован в 2014 году. И «Маяк», и He Wants были названы книгами года по версии издания Observer. Ее третий роман «Смерть и морское побережье» был опубликован в 2016 году. В 2018 году Мур опубликовала четвёртый роман «Пропавший» и книгу для детей «Санни и призраки», которая стала первой в трилогии, проиллюстрированной Россом Коллинзом. Пятый роман «Отступление» был опубликован в 2021 году, а в 2022 году вышел второй сборник «Истмут и другие истории».

## Отзывы и оценки

### «Маяк»
«Захватывающий и совершенный роман». (Кэти Гост, The Independent on Sunday).

### He Wants
«Лучшие романы — это те, которые оставляют после себя чувство тоски, и в He Wants Элисон Мур доказывает своё мастерство». (Линси Мэй, The List)

### «Смерть и морское побережье»
«Мур мастерски нагнетает напряжение на протяжении всей книги, что приводит к неожиданному финалу, который кажется одновременно неизбежным и восхитительно приятным». (Колетт Мейтленд, The New Quarterly)

### «Пропавший»
«Есть книги, которые, когда вы заканчиваете их читать, заставляют вас остановить все на мгновение, чтобы признать их превосходство, чтобы отметить личную встречу с чем-то особенным. „Пропавший“ — одна из таких книг» (Нина Аллан, The Spider’s House)

### «Санни и призраки»
«Здесь есть юмор и доброта наряду с озорством и тайнами. Восхитительное и приятное чтение для любого возраста». (Джеки Лоу, Never Imitate)

### The Retreat
«The Retreat — это маленький шедевр о разъединении». (Кейт Маклафлин, The Times Literary Supplement)